# タルムード
タルムード（ヘブライ語: תלמוד Talmud、「研究」の意）は、ユダヤ教の「口伝律法」と学者達の議論を書き留めた議論集である。6部構成、63編から成り、ラビの教えを中心とした現代のユダヤ教の主要教派の多くが聖典として認めており、ユダヤ教徒の生活・信仰の基となっている。ただし、聖典として認められるのはあくまでヘブライ語で記述されたもののみであり、他の言語に翻訳されたものについては意味を正確に伝えていない可能性があるとして聖典とはみなされない。エルサレム・タルムードと対比してバビロニア・タルムード(ヘブライ語版)と呼ばれることがある。

## 成立の過程
ユダヤ教の伝承によれば、神はモーセに対し、書かれたトーラーとは異なる、口伝で語り継ぐべき律法をも与えたとされる。これが口伝律法（口伝のトーラー）である。
時代が上って2世紀末ごろ、当時のイスラエルにおいて、ダビデ王の子孫を称しユダヤ人共同体の長であったユダ・ハナシー（ハナシーは称号）が、複数のラビたちを召集し、生活の規範を示すものとして口伝律法を書物として体系的に記述する作業に着手した。その結果出来上がった文書群が「ミシュナ」である。本来、口伝で語り継ぐべき口伝律法があえて書物として編纂された理由は、一説には、第一次・第二次ユダヤ戦争を経験するに至り、ユダヤ教の存続に危機感を抱いたためであるともされる。
このミシュナに対して詳細な解説が付されるようになると、その過程において、エルサレム・タルムード(またはパレスチナ・タルムート)、バビロニア・タルムードと呼ばれる、内容の全く異なる2種類のタルムードが存在するようになる。現代においてタルムードとして認識されているものは後者のバビロニア・タルムードのことで、５世紀末に結集され、6世紀ごろには現在の形になったと考えられている。エルサレム・タルムードは4世紀末に結集されたとされる。
当初、タルムードと呼ばれていたのはミシュナに付け加えられた膨大な解説文のことであったが、この解説部分は後に「ゲマラ」と呼ばれるようになり、やがてタルムードという言葉はミシュナとゲマラを併せた全体のことを指す言葉として使用されるようになった。

## ユダヤ教徒にとってのタルムード
「タルムードはユダヤ教徒の聖典である。」という解説が今まで日本では多くなされてきているが、実際のところタルムードの権威はラビ（教師）の権威のことでもある。そのため、後世におけるラビの権威を認めない立場からはタルムードの権威を認めないことになり、タルムードの権威を認めないユダヤ教の宗派も少なからず存在する。
その代表とも言えるのがカライ派で、モーセのトーラーのみを聖典としラビ文書の権威を認めていない。また、シャブタイ派（サバタイ派）の流れを汲むユダヤ教においては、むしろタルムードを否定するという立場をとる。

## 構成

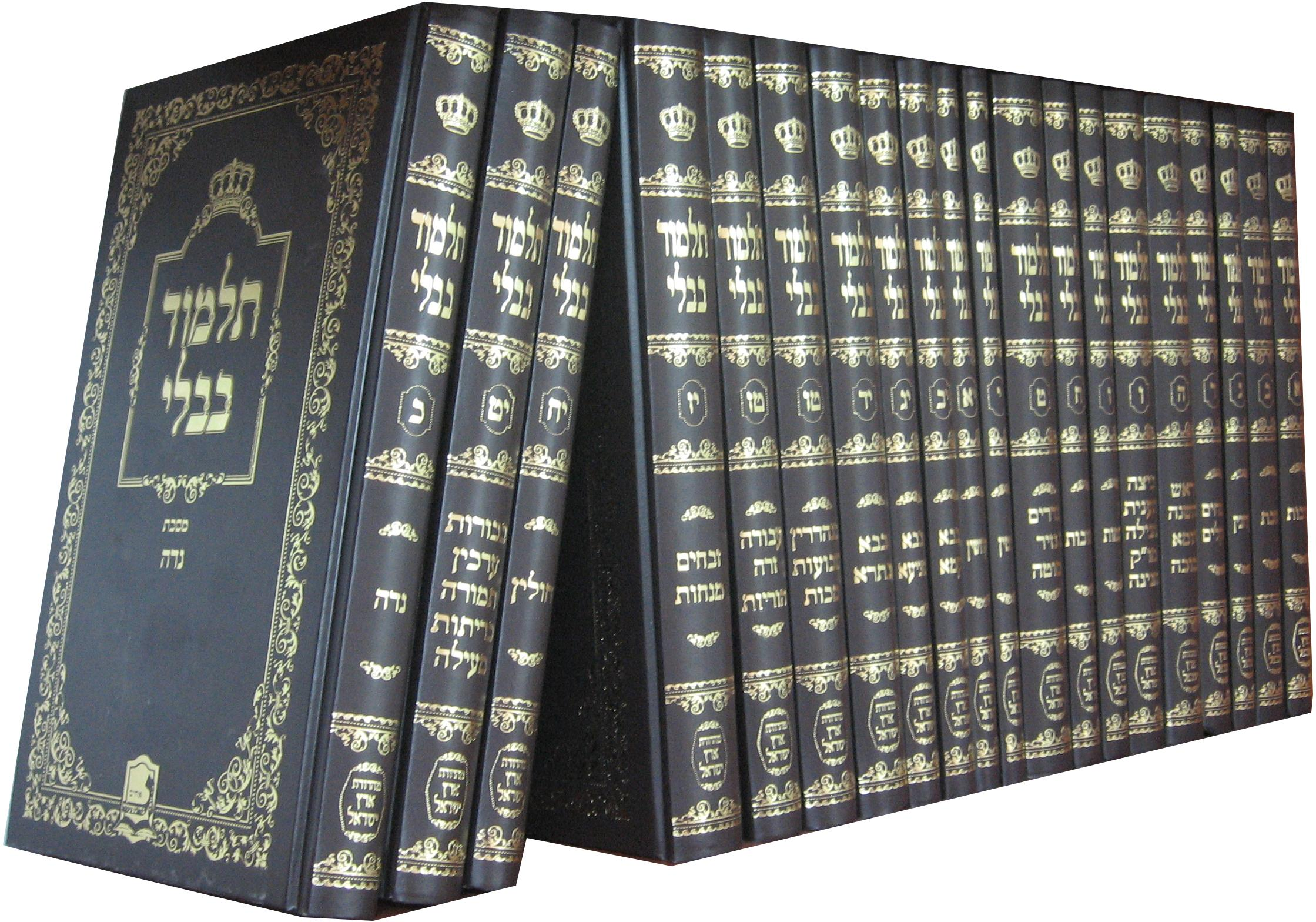
バビロニア・タルムード全巻

ミシュナーを中央に配置し、その周囲にゲマーラーを記述する形式となっている。タルムードは非常に膨大で複雑であり、重さは約75キロ、ページ数に換算すると1万2000ページに及ぶ。日本で出版されているタルムードに関する書籍はそのごく一部を抜粋したものであり、完全な翻訳本は存在しない。

### ミシュナー
タルムードの主文であり、6部門（Sedarim）63巻（masechtot）523章がある。

### ゲマーラー
ミシュナーに関する、数世紀におよぶラビの議論・注釈部分。タルムードの大部分を占める。

### ハラーハーとアッガーダー
ハラーハーはユダヤ教の法律・規則について書かれた部分。アッガーダーはユダヤ教の伝承、物語、教訓など法律以外の内容が書かれた部分。

### マッセフトート・カターノート
正式なミシュナーの63巻には入らない補助的なトラクト（章）のこと。

## 言語
ミシュナーはヘブライ語で記述され、ゲマーラーはアラム語で記述されている。

## 出版
バビロニア・タルムードの最初の完全な印刷本は、教皇レオ10世の支援を受け、ダニエル・ボンベルクによってヴェネツィアで1520年から1523年にかけて出版された。

## タルムード学
タルムードの完成後、その内容を研究、解説することはユダヤ教の学問に不可欠なものとなった。ミシュナーの章の一つ『アヴォート』にある格言では、15歳からタルムードを学ぶことが提唱されている。
バビロニア・タルムードにおける最もよく知られた注解は、中世フランスのタルムード学者であったラシ（Rabbi Shelomo ben Isaac、1040年～1105年）によって書かれた。12～14世紀に活動したラシ学派の学者は、ラシの注解にさらなる注釈を加えるトサフィストと呼ばれた。ラシの解説はその後のタルムード研究に大きな影響を与えており、16世紀の最初の印刷以来、タルムードのすべてのバージョンにラシの注釈が含まれている。
タルムード学習のための施設として、イェシーバーとよばれる学院がイスラエルや米国の各地に存在する。
世界各地のユダヤ人が同時にタルムードの全2711のフォリオ（見開きページ）を1日1つずつ学習し、約7年半のサイクルですべての内容を学ぶ試み「ダフ・ヨーミー」（Daf Yomi）が1923年以降行われている。ダフ・ヨーミーのサイクルが完了すると、学習の完了を祝うイベント「シユム・ハシャス」（Siyum HaShas）が開催される。